# ماتیاس فردریکسون
ماتیاس فردریکسون (انگلیسی: Mathias Fredriksson; ۱۱ فوریهٔ ۱۹۷۳ – ) اسکی‌باز صحرانوردی اهل سوئد بود.